# Masao Horiba

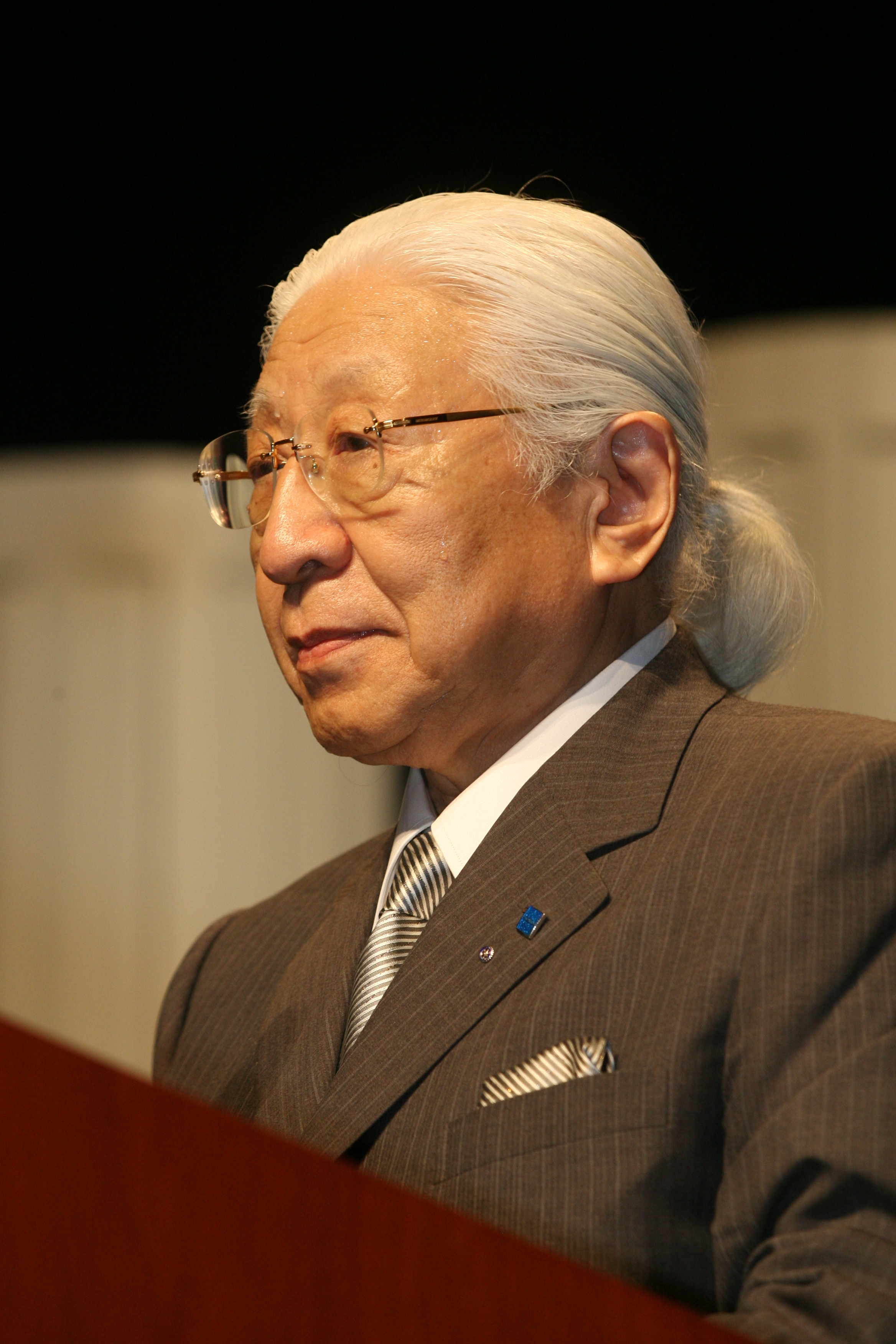
Masao Horiba (2006)

Masao Horiba (japanisch 堀場 雅夫, Horiba Masao; * 1. Dezember 1924 in Kyōto, Japan; † 14. Juli 2015) war ein japanischer Erfinder und Geschäftsmann. 1945 gründete er das Horiba-Funkforschungsinstitut (堀場無線研究所, Horiba Musen Kenkyūsho). Aus diesem ging 1953 Horiba Seisakusho hervor, ein weltweit agierender und produzierender Hersteller von Messgeräten und Systemen für die Bereiche Automobilprüfsysteme, Prozess- und Umwelttechnik, medizinische Diagnostik und Halbleiterfertigung.

## Kindheit und Ausbildung
Masao Horiba wurde am 1. Dezember 1924 als Sohn des Chemie-Professors Shinkichi Horiba im japanischen Shimogyō-ku, einem Stadtbezirk von Kyōto, geboren. Als Kind litt Horiba in den 1920er- und 1930er-Jahren an Gelenkrheumatismus, weshalb er viel Musik hörte sowie Modelle und Radioempfänger baute. Während er seinen Vater auf Besuchen bei dessen ehemaligen Universitätsstudenten begleitete, lernte Masao Horiba die inneren Abläufe verschiedener japanischer Chemiefabriken und -labore kennen. Nachdem er kriegsbedingt die Oberschule früher beenden musste als geplant, studierte er an der renommierten Kaiserlichen Universität Kyoto Nuklearphysik.

## Unternehmensgründung
Nach seinem Abschluss in Physik begann er im militärischen Forschungszentrum ein Radarsystem zu entwickeln, das jedoch bei Kriegsende noch nicht fertiggestellt war und somit nie in einer Gefechtssituation getestet wurde. Nach der Okkupation Japans durch die Vereinigten Staaten 1945 gründete Horiba sein eigenes Forschungslabor, das er Horiba Radio Laboratory nannte. Das Labor spezialisierte sich vor allem auf die Entwicklung von Notbeleuchtungslampen und hochwertigen Kondensatoren. Diese Produkte waren im Japan der Nachkriegszeit aufgrund der unzuverlässigen Energieversorgung sehr gefragt. Während des Koreakriegs Anfang der 1950er-Jahre entwickelte das Labor pH-Meter, die im Vergleich zu den ansonsten meist importierten Konkurrenzprodukten billiger und zugleich zuverlässiger waren. Horiba sah ein großes Potenzial für sein Produkt in der japanischen Nahrungsmittel- und Chemieindustrie. Er verkaufte die pH-Meter hauptsächlich an Düngemittelfabriken, die damit die pH-Werte bei der Produktion des für den Anbau von Reis genutzten Ammoniumsulfats überwachten. 1953 erfolgte die Umwandlung zur Aktiengesellschaft unter dem Namen HORIBA, Ltd.

## Aufstieg des Unternehmens
Das umbenannte Unternehmen spezialisierte sich auf die Entwicklung von Instrumenten zur Infrarotspektroskopie und produzierte ab 1958 Infrarot-Gasanalysegeräte. Aufgrund einer Anfrage der japanischen Regierung begann HORIBA mit der Entwicklung eines Geräts zur Analyse von Autoabgasen, das ab 1964 unter dem Namen MEXA-1 zum weltweiten Standard für Abgastests wurde. Masao Horiba übernahm 1978 den Posten des Vorstandsvorsitzenden, nachdem er das Unternehmen zuvor 25 Jahre als Präsident geleitet hatte.

## Tätigkeit als Autor und Dozent
Als Berater des Advanced Software Technology and Mechatronics Research Institute of Kyoto, einer der größten Inkubatoren für Start-ups in Japan, unterstützte Masao Horiba Unternehmer mittels Risikokapital-Investitionen. Er war zudem als Repräsentant verschiedener Organisationen tätig, die sich in Japan im Bereich der Wirtschaftsförderung engagieren. Darüber hinaus schrieb er Bücher und hielt Vorträge zu Wirtschafts- und Managementthemen. In seinen Büchern vertrat er die Meinung, dass Arbeit sinnstiftend und erfüllend sein sollte und Arbeitgeber ihre Angestellten dazu ermutigen sollten, kreativ und risikofreudig zu sein.

## Auszeichnungen
1982 wurde Masao Horiba die Ehrenmedaille der japanischen Regierung verliehen. Die Auszeichnung würdigt besondere Verdienste einzelner Personen für das Gemeinwohl. Als Anerkennung seines Unternehmertums und seines herausragenden Beitrags im Bereich der Laborinstrumente erhielt Masao Horiba 2006 den Pittcon Heritage Award der Chemical Heritage Foundation verliehen. Der 2003 anlässlich des 50-jährigen Unternehmensjubiläums ins Leben gerufene Masao Horiba Award wird von HORIBA an junge Wissenschaftler außerhalb des Unternehmens vergeben, die sich auf dem Feld der Analytik mit der Erforschung und Entwicklung von innovativen Technologien beschäftigen.